# Aserrí (kanton)
Aserrí, kanton broj 6 u kostarikanskoj provinciji San José. Utemeljen je 1848. godine. Sastoji se od 7 distrikata. Površina mu iznosi 287.77 km². Njegov glavni grad Asserí udaljen je 15 km od San Joséa.
Ime kantona dolazi po poglavici Aczarríju.

## Distrikti
- Distrikt 1:  Aserrí (grad)
- Distrikt 2:  Tarbaca (Praga)
- Distrikt 3:  Vuelta de Jorco
- Distrikt 4:  San Gabriel
- Distrikt 5:  La Legua
- Distrikt 6:  Monterrey
- Distrikt 7:  Salitrillos
- Aserrí. 15.09 km². Gl. grad: Aserrí; četvrti: Alfonso XIII, Barro, Cinco Esquinas (parte), Guapinol, Lomas de Aserrí, Mesas, Poás, Santa Rita, Suárez, Tres Marías, Vereda. Sela: Guatuso, Mirador.
- Tarbaca. 13.94 km². Gl. grad: Tarbaca; Sela: Bajos de Praga, Máquina Vieja, Tigre.
- Vuelta de Jorco. 22.32 km². Gl. grad: Vuelta de Jorco; sela: Calvario, Ceiba Alta, Jocotal, Legua de Naranjo, Mangos, Meseta, Monte Redondo, Ojo de Agua, Rosalía, Uruca.
- San Gabriel. 11.77 km². Gl. grad: San Gabriel. četvrt: Pueblo Nuevo; sela: Limonal, Los Solano, Rancho Grande, Salitral, Tranquerillas, Trinidad (dijelom), Villanueva.
- Legua. 81.59 km². Gl. grad: La Legua. Sela: Alto Buenavista, Altos del Aguacate, Bajo Bijagual, Bajo Máquinas, Bajo Venegas (parte).
- Monterrey. 8.1 km². Gl. grad: Monterrey. Sela: Ojo de Agua (parte), Portuguez.
- Salitrillos. 14.29 km². Gl. grad: Salitrillos; četvrti: Cinco Esquinas (dijelom), Santa Teresita. And their villages are Cerro, Cuesta Grande, Guinealillo, Huaso (parte), Lagunillas, Palo Blanco, Quebradas, Rincón.